# Alapars
Alapars (en arménien Ալափարս ; anciennement Aylaberk et Vardanavank) est une communauté rurale du marz de Kotayk, en Arménie. Elle compte 2 376 habitants en 2008.